# قهرمانی وزنه‌برداری جهان ۱۹۲۳
قهرمانی وزنه‌برداری جهان ۱۹۲۳ بیست و دومین دوره از رقابت‌های قهرمانی جهان می‌باشد که از ۸ تا ۹ سپتامبر ۱۹۲۳ در وین، اتریش برگزار گردید. در این دوره ۷۶ ورزشکار مرد از ۷ کشور رقابت کردند.

## خلاصه مدال‌ها
| رویداد               | طلا                         | طلا      | نقره                      | نقره     | برنز                      | برنز     |
| پر وزن ۶۰ ک‌گ         | Andreas Stadler · اتریش     | ۳۳۰٫۰ ک‌گ | Wilhelm Rosinek · اتریش   | ۳۱۵٫۰ ک‌گ | Emil Kliment · اتریش      | ۳۰۷٫۵ ک‌گ |
| سبک‌وزن ۶۷٫۵ ک‌گ       | Rudolf Edinger · اتریش      | ۳۶۰٫۰ ک‌گ | Heinrich Baumann · آلمان  | ۳۵۰٫۰ ک‌گ | Bohumil Durdis · چکسلواکی | ۳۴۷٫۵ ک‌گ |
| میان‌وزن ۷۵ ک‌گ        | Karl Freiberger · اتریش     | ۳۸۷٫۵ ک‌گ | Leopold Friedrich · اتریش | ۳۷۵٫۰ ک‌گ | Alberts Ozoliņš · لتونی   | ۳۵۵٫۰ ک‌گ |
| سنگین‌وزن سبک ۸۲٫۵ ک‌گ | یاروسلاو اسکوبلا · چکسلواکی | ۳۸۷٫۵ ک‌گ | Sebastian Haberl · اتریش  | ۳۷۰٫۰ ک‌گ | August Böhnel · اتریش     | ۳۷۰٫۰ ک‌گ |
| سنگین‌وزن ۸۲٫۵+ ک‌گ    | Franz Aigner · اتریش        | ۴۲۰٫۰ ک‌گ | Josef Leppelt · اتریش     | ۴۰۰٫۰ ک‌گ | Georg Schrammel · اتریش   | ۳۹۷٫۵ ک‌گ |

## جدول مدال‌ها
| رتبه           | کشور           | طلا | نقره | برنز | مجموع |
| -------------- | -------------- | --- | ---- | ---- | ----- |
| ۱              | اتریش          | ۴   | ۴    | ۳    | ۱۱    |
| ۲              | چکسلواکی       | ۱   | ۰    | ۱    | ۲     |
| ۳              | آلمان          | ۰   | ۱    | ۰    | ۱     |
| ۴              | لتونی          | ۰   | ۰    | ۱    | ۱     |
| مجموع (۴ کشور) | مجموع (۴ کشور) | ۵   | ۵    | ۵    | ۱۵    |